# داوید ساسونی (مجسمه)
داوید ساسونی  مجسمه ساخته شده از جنس مسی سوارکاری که داوید ساسونی (Sasuntsi Davit') را در ایروان ارمنستان نشان می‌دهد. این مجسمه توسط یرواند کوچار مجسمه‌ساز و هنرمند در سال ۱۹۵۹ ساخته شد و قهرمان حماسه ملی ارمنی حماسه دلاوران ساسون را به تصویر می‌کشد. این مجسمه بر روی یک پایه سنگ بازالت در وسط میدان در مقابل ایستگاه راه‌آهن ایروان قرار گرفته است.

## تاریخچه

### پس زمینه
مجسمه داوید ساسونی اولین بار قبل از جشن‌های هزارمین سالگرد حماسه در ارمنستان شوروی در سال ۱۹۳۹ طراحی شد. یرواند کوچار، برجسته‌ترین هنرمندی که از خارج به ارمنستان شوروی نقل مکان کرده بود (در سال ۱۹۳۶)، مأمور ساخت این مجسمه شد. این مجسمه از گچ ساخته شده بود و طبق گزارش‌ها در مدت ۱۸ روز به پایان رسید (منابع دیگر بیان می‌کنند که کوچار تا سه ماه برای این پروژه وقت گذاشته است). در همان سال، او شش تصویر برای نشریه آکادمیک روسی زبان حماسه خلق کرد. این اولین بنای یادبود سوارکاری بود که در ارمنستان مدرن ساخته شد.
مجسمه کوچار در اواسط سپتامبر ۱۹۳۹ در میدان روبروی ایستگاه راه‌آهن ایروان رونمایی شد. مجسمه به دلیل بازدید توریست‌های که تازه به ارمنستان می‌آمدند در آنجا قرار گرفته بود تا از بازدیدکنندگان شهر استقبال کند که اکثریت آنها در این مدت با قطار وارد این شهر می‌شدند. این مجسمه با ارتفاع ۳-متر (۹٫۸-فوت) روی یک پایه مستطیلی به ارتفاع ۷-متر (۲۳-فوت) قرار داشت.
این مجسمه چند روز پس از دستگیری کوچار در ۲۳ ژوئن ۱۹۴۱ به دلیل «تحریک ضد شوروی» تخریب شد و تنها در عکس‌ها باقی ماند. کوچار در اوت ۱۹۴۳ با مداخله آناستاس میکویان، یکی از مقامات ارشد شوروی و همکلاسی سابق مدرسه علمیه نرسیسیان آزاد شد.

### مجسمه فعلی
در سال ۱۹۵۷، در چهلمین سالگرد انقلاب اکتبر، مقامات کمونیستی ارمنستان تصمیم گرفتند مجسمه را بازسازی کنند. کوچار آن را با تغییرات قابل توجهی نسبت به نسخه اولیه خود بازسازی کرد که به‌طور کلی یک پیرمرد عرب را به جز داوید در بر می‌گرفت. مجسمه بازسازی شده (فعلی) در ۳ دسامبر ۱۹۵۹ افتتاح شد. مراسم افتتاحیه با وجود هوای سرد جمعیت زیادی از جمله بسیاری از مردم ساسون را نیز به آنجا کشاند. مراسم افتتاحیه به عهده گورگن پهلوانیان شهردار ایروان بود اما هیچ مقام ارشد حزب کمونیست محلی در افتتاحیه شرکت نکردن. چندین سخنران از جمله محقق ادبی و نویسنده گئورگ آبوف مجسمه‌ساز گریگور آهارونیان، تراشکار کارخانه و دانش آموز کلاس نهم.
همچنین بازیگر سینما ژان الویان گزیده‌ای از این حماسه را در میان جمعیت خواند. ساموئل خاچیکیان که شاهد افتتاحیه این مراسم بود، گفت که شور و شعف زیادی در میان جمعیت وجود داشت.

### مرمت
در دوره پس از اتحاد جماهیر شوروی، مجسمه خراب شد و بنا بر گزارش‌های مختلف، مجسمه شروع به تاب خوردن از بادهای شدید کرده بود. نماد «پیاله صبر» در پای اسب مجسمه دزدیده شد. این مجسمه در سال ۲۰۱۱ با سرمایه‌گذاری روبن واردانیان تحت بازسازی عمومی قرار گرفت. استخر اطراف مجسمه نیز بازسازی شد. با این حال، در سال ۲۰۱۲ چندین مجسمه‌ساز گفتند که مجسمه نیاز به بازسازی دوباره و بیشتری دارد.

## توصیف مجسمه و نمادشناسی

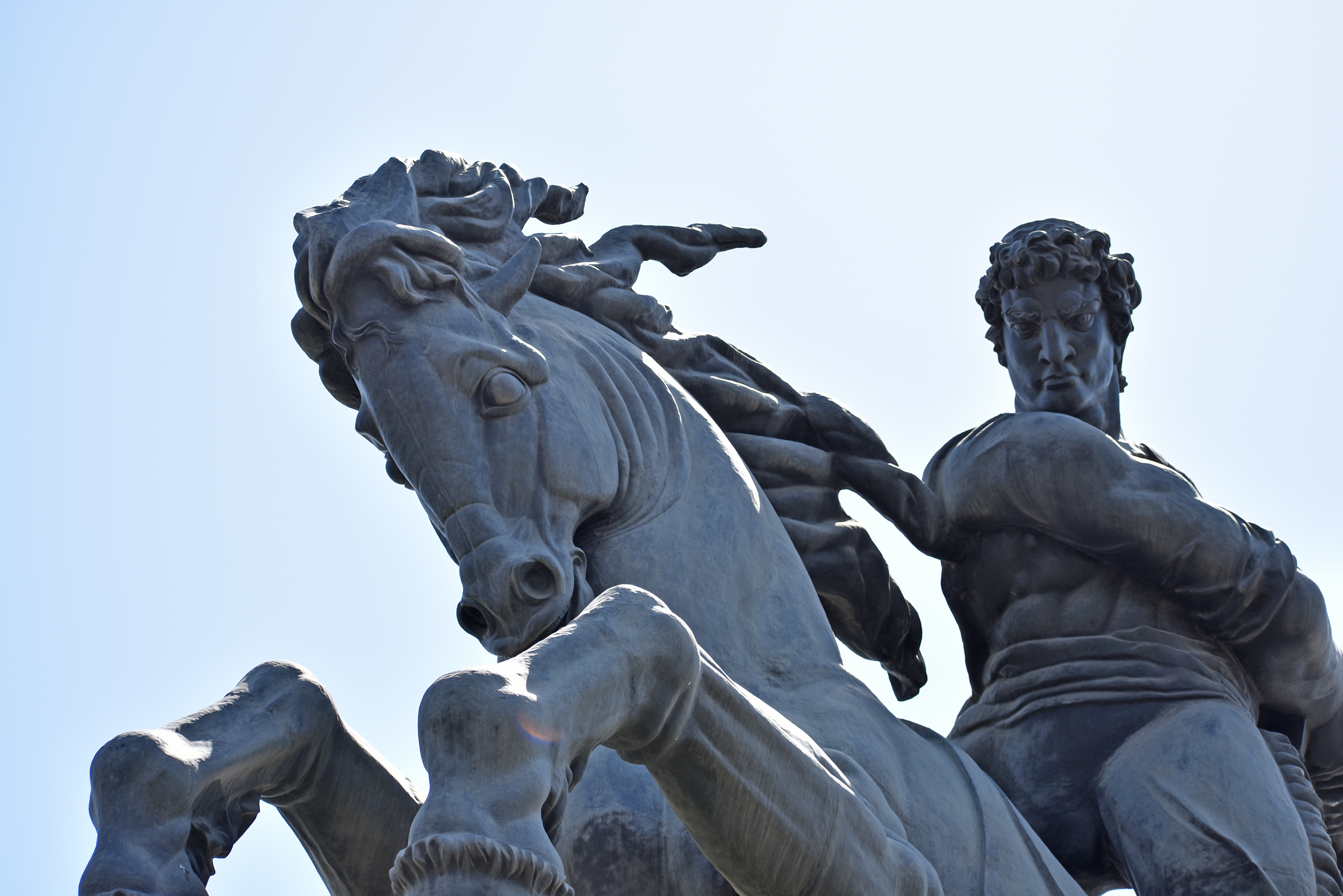
نمای نزدیک از داوید و "کلت آتشین" او"

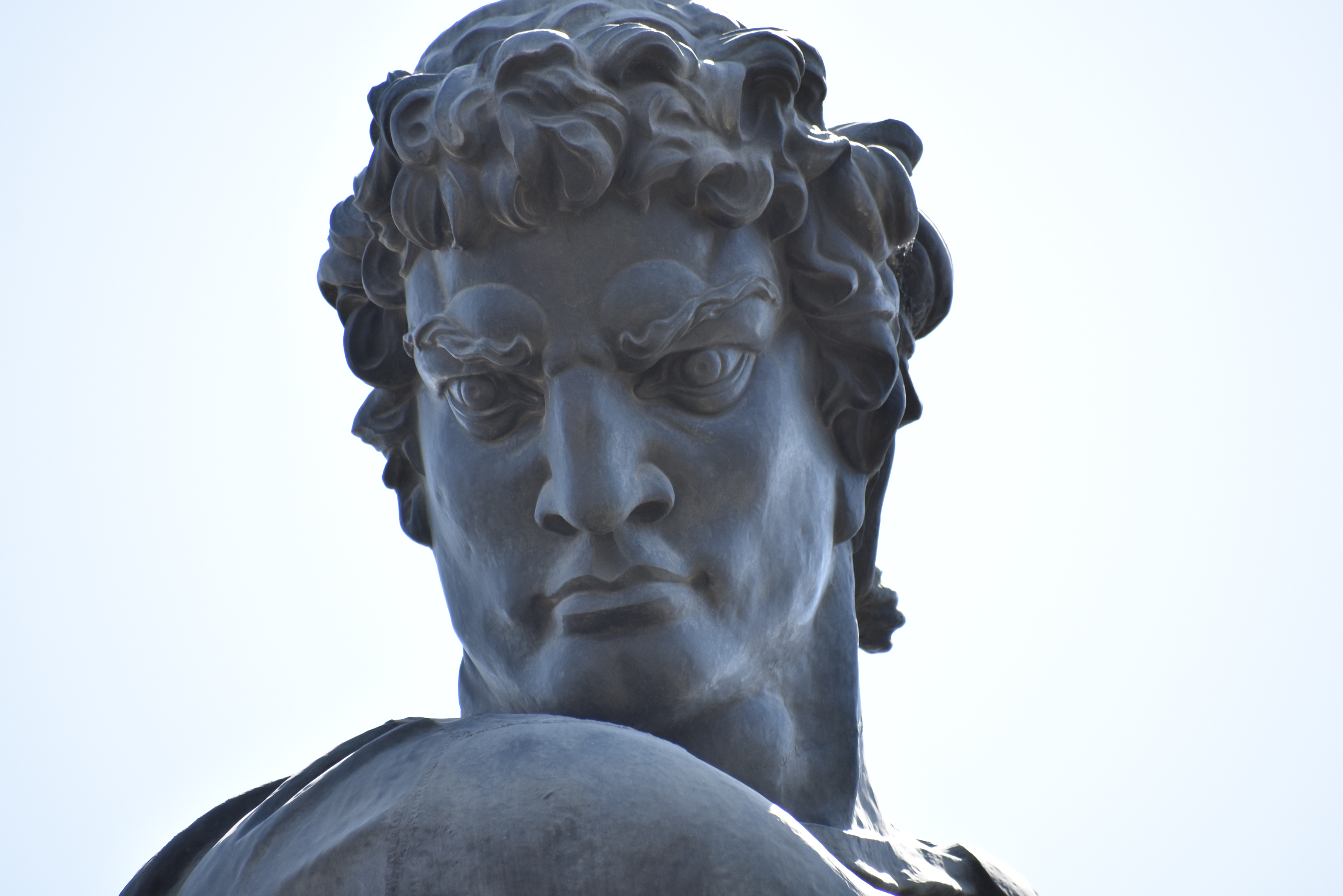
نمای بسیار نزدیک از صورت داوید ساسونی

این مجسمه از جنس مس فرفورژه ساخته شده است، ابعاد آن ۶٫۵ متر (۲۱ فوت) ارتفاع، ۲٫۲ متر (۷ فوت ۳ اینچ) طول و ۲٫۲ متر (۷ فوت ۳ اینچ) عرض، و دارای وزن ۳٫۵ تن (۷٬۷۰۰ پوند) است. داوید، با هیکلی بیش از حد عضلانی، بر اسب افسانه ای خود کورکیک جلالی ("کلت آتشین") سوار شده و "شمشیر برق آساً خود - تور کتساکی را به دست گرفته است.
یادداشت‌ها:
1. ↑  قبلاً به نام «کایارنامردز هرپارک» شناخته می‌شد که در لغت ارمنی به معنای «میدان ایستگاه» بود".
2. ↑  هیچ املای پذیرفته شده درستی برای نام مکان در زبان انگلیسی وجود ندارد. به‌طور سنتی در انگلیسی "Sassoun" نوشته می‌شد، اما املای دیگری نیز اغلب دیده می‌شود، از جمله "Sasun", "Sasoun", "Sasoon" "Sassoon" همگی در زبان فارسی ساسون خوانده می‌شود.
3. ↑  یک عکس در ۲۰۰۶ گرافیتی را روی مجسمه نشان می‌دهد.
4. ↑  بعضی
منابع به اشتباه می‌گویند برنز.[۲۰][۲۱]